# Le Tronchet (Sarthe)
Le Tronchet és un municipi francès situat al departament del Sarthe i a la regió de País del Loira. L'any 2007 tenia 135 habitants.

## Demografia

### Població
El 2007 la població de fet de Le Tronchet era de 135 persones. Hi havia 56 famílies de les quals 12 eren unipersonals (8 homes vivint sols i 4 dones vivint soles), 20 parelles sense fills i 24 parelles amb fills.
La població ha evolucionat segons el següent gràfic:
Habitants censats

### Habitatges
El 2007 hi havia 71 habitatges, 55 eren l'habitatge principal de la família, 11 eren segones residències i 5 estaven desocupats. Tots els 71 habitatges eren cases. Dels 55 habitatges principals, 45 estaven ocupats pels seus propietaris i 10 estaven llogats i ocupats pels llogaters; 2 tenien dues cambres, 6 en tenien tres, 18 en tenien quatre i 29 en tenien cinc o més. 51 habitatges disposaven pel capbaix d'una plaça de pàrquing. A 18 habitatges hi havia un automòbil i a 36 n'hi havia dos o més.

### Piràmide de població
La piràmide de població per edats i sexe el 2009 era:
| Homes | Edats   | Dones |
| ----- | ------- | ----- |
| 0     | 95 o +  | 0     |
| 0     | 90 a 94 | 0     |
| 0     | 85 a 89 | 4     |
| 0     | 80 a 84 | 0     |
| 12    | 75 a 79 | 0     |
| 0     | 70 a 74 | 4     |
| 4     | 65 a 69 | 4     |
| 0     | 60 a 64 | 0     |
| 4     | 55 a 59 | 8     |
| 4     | 50 a 54 | 0     |
| 4     | 45 a 49 | 4     |
| 0     | 40 a 44 | 0     |
| 0     | 35 a 39 | 4     |
| 4     | 30 a 34 | 0     |
| 12    | 25 a 29 | 12    |
| 0     | 20 a 24 | 4     |
| 4     | 15 a 19 | 0     |
| 0     | 10 a 14 | 4     |
| 0     | 5 a 9   | 0     |
| 4     | 0 a 4   | 0     |

## Economia
El 2007 la població en edat de treballar era de 87 persones, 68 eren actives i 19 eren inactives. De les 68 persones actives 65 estaven ocupades (31 homes i 34 dones) i 3 estaven aturades (3 homes). De les 19 persones inactives 15 estaven jubilades i 4 estaven classificades com a «altres inactius».

### Ingressos
El 2009 a Le Tronchet hi havia 58 unitats fiscals que integraven 157 persones, la mediana anual d'ingressos fiscals per persona era de 16.892 €.

### Activitats econòmiques
L'únic establiment que hi havia el 2007 era d'una empresa de serveis.
L'any 2000 a Le Tronchet hi havia 3 explotacions agrícoles.

## Poblacions més properes
El següent diagrama mostra les poblacions més properes.